# Шерстньов Юрій Борисович
Шерстньо́в Ю́рій Бори́сович (рос. Шерстнёв Юрий Борисович; 24 квітня 1941, Москва, РРФСР — 12 травня 2017, Москва, Росія) — російський радянський актор театру і кіно. Один з найяскравіших виконавців ролей лиходіїв — злочинців, басмачів, Кощіїв, тощо.

## Біографія
Народився у родині військового.
У 1963 році закінчив Школу-студію МХАТ імені А. П. Чехова (курс В. К. Монюкова).
Після закінчення школи-студії був запрошений до МХАТу, проте артист поїхав у Київ. Протягом двох років грав у Російському драматичному театрі імені Лесі Українки в Києві, потім тривалий час у московському Театрі ім. К. С. Станіславського.
У 1976—1978 роках — актор Московського Літературно-драматичного театру ВТО.
У 1987—1993 роках — актор Театру «Сфера».
Працював у Театрі на Перовської. Співпрацював з Центром драматургії та режисури п/р А. Казанцева, М. М. Рощина.
Помер 12 травня 2017 року.

## Театральні ролі
- «Велика китайська стіна» Олега Богаєва. Режисер: Олександр Вартанов — Голова;
- «Полове покриття» братів Преснякових. Режисер: Ольга Суботіна — Батько;
- «До третіх півнів» Василя Шукшина. Театр «Сфера» (1986).

## Ролі в кіно
- 1970 — Назвіть ураган «Марією» :: білогвардійський офіцер
- 1970 — Секретар парткому :: Василь
- 1974 — Народжена революцією :: Плавський
- 1975 — Селянський син :: Гнат Гомозов
- 1975 — Таке коротке довге життя :: оперуповноважений
- 1976 — Ати-бати, йшли солдати… :: племінник Глібова
- 1977 — Талант :: Павло Денисович Новицький
- 1977 — Четверта висота :: оператор
- 1978 — Д'Артаньян та три мушкетери :: кат з Лілля
- 1978 — Територія :: Володимир Михайлович Монголов
- 1979 — Місто прийняв :: Петро Єгорович Шувалов
- 1979 — Циган :: ватажок банди
- 1979 — Сьогодні і завтра :: Анатолій Семенович Костенець
- 1979 — Несподіваний фінал (короткометражний)
- 1980 — Політ з космонавтом :: секретар райкому
- 1981 — Народжені бурею :: людина у котелку
- 1982 — Професія — слідчий :: Василь Васильович
- 1983 — Обрив :: Ніл Андрійович
- 1984 — Канкан в Англійському парку :: Влас
- 1985 — Повернення Будулая :: «лисий»
- 1986 — Степова ескадрилья :: районний начальник
- 1986 — Борис Годунов | Boris Godunov (СРСР, Чехословаччина, НДР, Польща) :: Карела
- 1986—1987 — Кінець світу з подальшим симпозіумом :: Чарльз
- 1989 — Світ в іншому вимірі :: алкаш
- 1989 — Грань
- 1989 — Місто Зеро :: Курдюмов
- 1990 — Російська рулетка
- 1990 — Загублений у Сибіру | Lost In Siberia :: Пашка
- 1991 — Штемп :: полковник
- 1991 — Царевбивця | The Assassin of the Tsar (СРСР, Велика Британія) :: Петро Сергійович Козлов
- 1991 — Привал мандрівників :: Пальоний
- 1991 — Кисневий голод | Kisnevij Golod :: черговий на гауптвахті
- 1992 — Удачі Вам, панове :: Володимир Іванович
- 1992 — Мушкетери двадцять років потому :: кат з Лілля
- 1992 — Аліса і букініст :: Драгомисленський
- 1993 — Сни :: Курочкін
- 1993 — Російська співачка | Russian Singer, The | Russiske sangerinde, Den :: адвокат генерала Панюкова
- 1993 — Ваші пальці пахнуть ладаном :: Ашот Автандилович
- 1994 — Тінь Алангасара :: Теро
- 1994 — Німий свідок | Mute Witness (Велика Британія, ФРН, Росія) :: сердитий сусід
- 1994 — Майстер і Маргарита :: Афраній
- 1995 — Фатальні яйця :: начальник ДПУ
- 1996 — Кафе «Полуничка» :: Максим Максимович
- 1996 — Єрмак :: турецький паша
- 1996 — Справи смішні — справи сімейні
- 1998 — Гамільтон | Hamilton (Швеція, Норвегія) :: Каспаров
- 2001 — Гамільтон | Hamilton (Швеція) :: Каспаров
- 2001—2003 — Кишкин дім :: пацієнт у лікарні
- 2002 — Російські амазонки :: Самоха
- 2002 — Антикілер :: «Мітла»
- 2003 — Антикілер-2 :: «Мітла»
- 2003 — Змішувач :: учитель співу
- 2003 — Денний представник :: Беніто
- 2003—2005 — Саша+Маша :: Гоша
- 2004 — Я кохаю тебе :: сторож
- 2004 — Слухач :: дідусь
- 2004 — Хлопці зі сталі :: дід
- 2004 — Самотнє небо :: Носогрійкин
- 2004 — Мана :: «Дід»
- 2004 — Московська спека | Moscow Heat :: Бомж
- 2004 — Конвалія срібляста—2 :: губернатор
- 2004 — Квартирка :: Юрій Борисович
- 2004 — Даша Васильєва. Любителька приватного розшуку−2 :: Медведєв
- 2004 — Боєць :: Головня
- 2005 — Сліпий—2 :: Вадимович
- 2005 — Сага давніх булгарів. Лествиця Володимира Червоне Сонечко :: Путша
- 2005 — МУР є МУР-3 :: Пальоний
- 2005 — Життя — поле для полювання :: Тихон Матвійович, «Кліщ»
- 2005 — Єсенін :: судмедексперт МУРа
- 2005 — Ганна :: директор дитбудинку
- 2006 — Викрадення
- 2006 — Парижани :: Валентин Сисоєв
- 2006 — Золота теща :: Іван Сергійович Кримов
- 2006 — Джоник :: дід Сьомка
- 2006—2012 — Щасливі разом :: Будду
- 2007 — Колобков. Справжній полковник! :: Нікіфоров
- 2007 — Заповіт Леніна :: столяр-лінгвіст
- 2007 — Дюймовочка :: Жук-Секретар
- 2007 — Та, що біжить по хвилях (Росія, Україна) :: адвокат
- 2008 — Ділки :: Костянтин Іванович Парамонов
- 2009 — Зграя :: Степан
- 2009 — Сьомін :: Настроювач
- 2009 — Російський хрест :: старий у селі
- 2009 — Місто спокус :: Інокентій
- 2010 — Братани-2 :: Надоть
- 2010 — Братани-2. Продовження :: Надоть
- 2010 — Старики :: Кіндрат
- 2010 — Слон :: поромник
- 2011 — Товариші поліцейські :: Вагай
- 2011 — Бомбила :: Зирянов («Солоний»)
- 2012 — Самотній вовк :: Туз
- 2013 — Тунгуський метеорит
- 2013 — Рада та любов:: Джинн
- 2013 — Репетиції
- 2013 — Чарівний кубок Роррима Бо 3D :: бабка-бородавка

## Нагороди і почесні звання
- Заслужений артист РРФСР (08.04.1985).
- Орден Дружби (01.09.1997).

## Хобі
Захоплювався музикою — грав на трубі, тромбоні, саксофоні, барабані та губній гармоніці. Сам реставрував старі музичні інструменти.